# ژودوآنی
شهر ژودوآنی (به فرانسوی: Jodoigne) در شهرستان نیول  در استان اوئلون بربان  در منطقه فدرال والوون در کشور بلژیک واقع شده‌است.